# 크리스 리기
크리스 리기(Chris Riggi, 1985년 9월 18일 ~ )는 미국의 배우이다.

## 출연 작품
- 릴리 앤 캣 (2015)
- 36 세인트 (2013)
- 크리설리스 (2013)
- 콘테스트 (2013)
- 어덜트 월드 (2013)
- 투 리뎀프션 (2012)
- 헤이티드 (2010)
- 뱀파이어 써커 (2010)
- 데어 (2009)